# Hälltjärnen (Solleröns socken, Dalarna)
Hälltjärnen är en sjö i Mora kommun i Dalarna och ingår i Dalälvens huvudavrinningsområde.